# Hygrophoropsis
Hygrophoropsis es un género de hongos con láminas de la familia Hygrophoropsidaceae. Se circunscribió en 1888 para contener la especie tipo, H. aurantiaca, un hongo muy extendido que, basándose en su aspecto, se ha afiliado con Cantharellus, Clitocybe y Paxillus. Los análisis filogenéticos moleculares modernos muestran que el género pertenece al suborden Coniophorineae del orden Boletales.
Existen 16 especies aceptadas de Hygrophoropsis, que se encuentran tanto en el hemisferio norte como en el hemisferio sur. Hygrophoropsis es un género saprofito que causa podredumbre parda en la madera que coloniza. Los cuerpos fructíferos crecen en el suelo de los bosques, sobre musgo, turba y astillas de madera. Son convexos a infundibuliformes (en forma de embudo) y tienen branquias decurrentes, bifurcadas y de colores brillantes. Las esporas son dextrinoides, lo que significa que se tiñen de marrón rojizo en el reactivo de Melzer. Como H. aurantiaca tiene las agallas anaranjadas, se ha confundido con un rebozuelo, por lo que se le ha llamado falso rebozuelo.

## Taxonomía
Hygrophoropsis fue circunscrito originalmente en 1888 por el micólogo alemán Joseph Schröter como un subgénero de Cantharellus. Contenía una sola especie, la muy extendida H. aurantiaca, conocida comúnmente como falso rebozuelo. El naturalista alemán Bernhard Studer-Steinhäuslin llegó a la conclusión en 1900 de que el hongo era más apropiado para el género Clitocybe, basándose en sus esporas blancas, branquias decurrentes y la falta de un anillo en el pie. Esta clasificación fue adoptada en los primeros escritos del influyente micólogo Rolf Singer, quien en 1943 propuso que Hygrophoropsis debería ser un subgénero de Clitocybe.
El naturalista francés Emile Martin-Sans elevó Hygrophoropsis a la categoría de género en su publicación de 1929 L'Empoisonnement par les champignons et particulièrement les intoxications dues aux Agaricacées du groupe des Clitocybe et du groupe des Cortinarius (Intoxicaciones por hongos, en particular intoxicaciones causadas por Agaricaceae de los grupos Clitocybe y Cortinarius,), atribuyendo la autoría a su compatriota René Maire. Según Martin-Sans, estaba de acuerdo con la evaluación de Maire sobre Hygrophoropsis, sugiriendo que representaba una forma intermedia entre Cantharellus y Clitocybe, y que por lo tanto merecía el rango genérico. El nombre Hygrophoropsis hace referencia a una semejanza (griego: ὄψις, opsis) con el género Hygrophorus.
|  | \| \| Boletineae \| \| \| \| \| \| Paxillineae \| \| \| \| |
|  |                                                            |
|  | Sclerodermatineae                                          |
|  |                                                            |
|  | Boletineae                                                 |
|  |                                                            |
|  | Paxillineae                                                |
|  |                                                            |

|  | Boletineae  |
|  |             |
|  | Paxillineae |
|  |             |

|  | \| \| Boletineae \| \| \| \| \| \| Paxillineae \| \| \| \| |
|  |                                                            |
|  | Sclerodermatineae                                          |
|  |                                                            |
|  | Boletineae                                                 |
|  |                                                            |
|  | Paxillineae                                                |
|  |                                                            |

|  | Boletineae  |
|  |             |
|  | Paxillineae |
|  |             |

| Hygrophoropsidaceae | \| \| Hygrophoropsis \| \| \| \| \| \| Leucogyrophana \| \| \| \| |
|                     | \| \| Hygrophoropsis \| \| \| \| \| \| Leucogyrophana \| \| \| \| |
|                     | Coniophorineae                                                    |
|                     |                                                                   |
|                     | Hygrophoropsis                                                    |
|                     |                                                                   |
|                     | Leucogyrophana                                                    |
|                     |                                                                   |

|  | Hygrophoropsis |
|  |                |
|  | Leucogyrophana |
|  |                |

|  | \| \| Boletineae \| \| \| \| \| \| Paxillineae \| \| \| \| |
|  |                                                            |
|  | Sclerodermatineae                                          |
|  |                                                            |
|  | Boletineae                                                 |
|  |                                                            |
|  | Paxillineae                                                |
|  |                                                            |

|  | Boletineae  |
|  |             |
|  | Paxillineae |
|  |             |

|  | \| \| Boletineae \| \| \| \| \| \| Paxillineae \| \| \| \| |
|  |                                                            |
|  | Sclerodermatineae                                          |
|  |                                                            |
|  | Boletineae                                                 |
|  |                                                            |
|  | Paxillineae                                                |
|  |                                                            |

|  | Boletineae  |
|  |             |
|  | Paxillineae |
|  |             |

| Hygrophoropsidaceae | \| \| Hygrophoropsis \| \| \| \| \| \| Leucogyrophana \| \| \| \| |
|                     | \| \| Hygrophoropsis \| \| \| \| \| \| Leucogyrophana \| \| \| \| |
|                     | Coniophorineae                                                    |
|                     |                                                                   |
|                     | Hygrophoropsis                                                    |
|                     |                                                                   |
|                     | Leucogyrophana                                                    |
|                     |                                                                   |

|  | Hygrophoropsis |
|  |                |
|  | Leucogyrophana |
|  |                |

|  | \| \| Boletineae \| \| \| \| \| \| Paxillineae \| \| \| \| |
|  |                                                            |
|  | Sclerodermatineae                                          |
|  |                                                            |
|  | Boletineae                                                 |
|  |                                                            |
|  | Paxillineae                                                |
|  |                                                            |

|  | Boletineae  |
|  |             |
|  | Paxillineae |
|  |             |

|  | \| \| Boletineae \| \| \| \| \| \| Paxillineae \| \| \| \| |
|  |                                                            |
|  | Sclerodermatineae                                          |
|  |                                                            |
|  | Boletineae                                                 |
|  |                                                            |
|  | Paxillineae                                                |
|  |                                                            |

|  | Boletineae  |
|  |             |
|  | Paxillineae |
|  |             |

| Hygrophoropsidaceae | \| \| Hygrophoropsis \| \| \| \| \| \| Leucogyrophana \| \| \| \| |
|                     | \| \| Hygrophoropsis \| \| \| \| \| \| Leucogyrophana \| \| \| \| |
|                     | Coniophorineae                                                    |
|                     |                                                                   |
|                     | Hygrophoropsis                                                    |
|                     |                                                                   |
|                     | Leucogyrophana                                                    |
|                     |                                                                   |

|  | Hygrophoropsis |
|  |                |
|  | Leucogyrophana |
|  |                |

|  | \| \| Boletineae \| \| \| \| \| \| Paxillineae \| \| \| \| |
|  |                                                            |
|  | Sclerodermatineae                                          |
|  |                                                            |
|  | Boletineae                                                 |
|  |                                                            |
|  | Paxillineae                                                |
|  |                                                            |

|  | Boletineae  |
|  |             |
|  | Paxillineae |
|  |             |

|  | \| \| Boletineae \| \| \| \| \| \| Paxillineae \| \| \| \| |
|  |                                                            |
|  | Sclerodermatineae                                          |
|  |                                                            |
|  | Boletineae                                                 |
|  |                                                            |
|  | Paxillineae                                                |
|  |                                                            |

|  | Boletineae  |
|  |             |
|  | Paxillineae |
|  |             |

| Hygrophoropsidaceae | \| \| Hygrophoropsis \| \| \| \| \| \| Leucogyrophana \| \| \| \| |
|                     | \| \| Hygrophoropsis \| \| \| \| \| \| Leucogyrophana \| \| \| \| |
|                     | Coniophorineae                                                    |
|                     |                                                                   |
|                     | Hygrophoropsis                                                    |
|                     |                                                                   |
|                     | Leucogyrophana                                                    |
|                     |                                                                   |

|  | Hygrophoropsis |
|  |                |
|  | Leucogyrophana |
|  |                |

|  | Tapinellineae |
|  |               |

|  | \| \| Boletineae \| \| \| \| \| \| Paxillineae \| \| \| \| |
|  |                                                            |
|  | Sclerodermatineae                                          |
|  |                                                            |
|  | Boletineae                                                 |
|  |                                                            |
|  | Paxillineae                                                |
|  |                                                            |

|  | Boletineae  |
|  |             |
|  | Paxillineae |
|  |             |

|  | \| \| Boletineae \| \| \| \| \| \| Paxillineae \| \| \| \| |
|  |                                                            |
|  | Sclerodermatineae                                          |
|  |                                                            |
|  | Boletineae                                                 |
|  |                                                            |
|  | Paxillineae                                                |
|  |                                                            |

|  | Boletineae  |
|  |             |
|  | Paxillineae |
|  |             |

| Hygrophoropsidaceae | \| \| Hygrophoropsis \| \| \| \| \| \| Leucogyrophana \| \| \| \| |
|                     | \| \| Hygrophoropsis \| \| \| \| \| \| Leucogyrophana \| \| \| \| |
|                     | Coniophorineae                                                    |
|                     |                                                                   |
|                     | Hygrophoropsis                                                    |
|                     |                                                                   |
|                     | Leucogyrophana                                                    |
|                     |                                                                   |

|  | Hygrophoropsis |
|  |                |
|  | Leucogyrophana |
|  |                |

|  | \| \| Boletineae \| \| \| \| \| \| Paxillineae \| \| \| \| |
|  |                                                            |
|  | Sclerodermatineae                                          |
|  |                                                            |
|  | Boletineae                                                 |
|  |                                                            |
|  | Paxillineae                                                |
|  |                                                            |

|  | Boletineae  |
|  |             |
|  | Paxillineae |
|  |             |

|  | \| \| Boletineae \| \| \| \| \| \| Paxillineae \| \| \| \| |
|  |                                                            |
|  | Sclerodermatineae                                          |
|  |                                                            |
|  | Boletineae                                                 |
|  |                                                            |
|  | Paxillineae                                                |
|  |                                                            |

|  | Boletineae  |
|  |             |
|  | Paxillineae |
|  |             |

| Hygrophoropsidaceae | \| \| Hygrophoropsis \| \| \| \| \| \| Leucogyrophana \| \| \| \| |
|                     | \| \| Hygrophoropsis \| \| \| \| \| \| Leucogyrophana \| \| \| \| |
|                     | Coniophorineae                                                    |
|                     |                                                                   |
|                     | Hygrophoropsis                                                    |
|                     |                                                                   |
|                     | Leucogyrophana                                                    |
|                     |                                                                   |

|  | Hygrophoropsis |
|  |                |
|  | Leucogyrophana |
|  |                |

|  | \| \| Boletineae \| \| \| \| \| \| Paxillineae \| \| \| \| |
|  |                                                            |
|  | Sclerodermatineae                                          |
|  |                                                            |
|  | Boletineae                                                 |
|  |                                                            |
|  | Paxillineae                                                |
|  |                                                            |

|  | Boletineae  |
|  |             |
|  | Paxillineae |
|  |             |

|  | \| \| Boletineae \| \| \| \| \| \| Paxillineae \| \| \| \| |
|  |                                                            |
|  | Sclerodermatineae                                          |
|  |                                                            |
|  | Boletineae                                                 |
|  |                                                            |
|  | Paxillineae                                                |
|  |                                                            |

|  | Boletineae  |
|  |             |
|  | Paxillineae |
|  |             |

| Hygrophoropsidaceae | \| \| Hygrophoropsis \| \| \| \| \| \| Leucogyrophana \| \| \| \| |
|                     | \| \| Hygrophoropsis \| \| \| \| \| \| Leucogyrophana \| \| \| \| |
|                     | Coniophorineae                                                    |
|                     |                                                                   |
|                     | Hygrophoropsis                                                    |
|                     |                                                                   |
|                     | Leucogyrophana                                                    |
|                     |                                                                   |

|  | Hygrophoropsis |
|  |                |
|  | Leucogyrophana |
|  |                |

|  | \| \| Boletineae \| \| \| \| \| \| Paxillineae \| \| \| \| |
|  |                                                            |
|  | Sclerodermatineae                                          |
|  |                                                            |
|  | Boletineae                                                 |
|  |                                                            |
|  | Paxillineae                                                |
|  |                                                            |

|  | Boletineae  |
|  |             |
|  | Paxillineae |
|  |             |

|  | \| \| Boletineae \| \| \| \| \| \| Paxillineae \| \| \| \| |
|  |                                                            |
|  | Sclerodermatineae                                          |
|  |                                                            |
|  | Boletineae                                                 |
|  |                                                            |
|  | Paxillineae                                                |
|  |                                                            |

|  | Boletineae  |
|  |             |
|  | Paxillineae |
|  |             |

| Hygrophoropsidaceae | \| \| Hygrophoropsis \| \| \| \| \| \| Leucogyrophana \| \| \| \| |
|                     | \| \| Hygrophoropsis \| \| \| \| \| \| Leucogyrophana \| \| \| \| |
|                     | Coniophorineae                                                    |
|                     |                                                                   |
|                     | Hygrophoropsis                                                    |
|                     |                                                                   |
|                     | Leucogyrophana                                                    |
|                     |                                                                   |

|  | Hygrophoropsis |
|  |                |
|  | Leucogyrophana |
|  |                |

|  | Tapinellineae |
|  |               |

Cladograma que muestra las relaciones filogenéticas de Hygrophoropsis con los principales clados de Boletales.
Hygrophoropsis aurantiaca se ha confundido con los verdaderos rebozuelos (género Cantharellus) debido a las similitudes generales en apariencia. Una combinación de caracteres -incluidas las branquias bifurcadas, la colocación frecuentemente descentrada de los estípites y las esporas dextrinoides- sugirieron a otros una relación con Paxillus. Estas características llevaron a Singer a clasificar el género Hygrophoropsis en las Paxillaceae en 1946, aunque otros lo situaron en las Tricholomataceae, una familia que ha sido descrita como un taxón basurero. Singer incluyó inicialmente sólo dos especies, ambas con esporas dextrinoides: H. aurantiaca y H. tapinia. Justificó la inclusión de Hygrophoropsis en las Paxillaceae principalmente por la morfología del cuerpo del fruto y el tamaño de las esporas: «El descubrimiento de una segunda especie, H. tapinia, con esporas más pequeñas y una apariencia externa que sugiere francamente a Paxillus curtisii pero que nunca se ha encontrado en Clitocybe, hace que la afinidad entre Hygrophoropsis y Paxillus sea un hecho establecido". En 1975, añadió H. olida, una especie con esporas inamiloides pero cianófilas, cuyas características coincidían con las de la especie tipo.
Hygrophoropsis es ahora el género tipo de la familia Hygrophoropsidaceae, circunscrita por Robert Kühner en 1980 para contenerla a ella y al género Omphalotus. Singer consideraba a esta familia como «transitoria entre Tricholomatales y Boletales». El análisis filogenético molecular confirmó su afinidad en el orden Boletales en 1997, aunque investigaciones posteriores mostraron que no está estrechamente relacionada con Paxillus u otros boletes con branquias. En cambio, está más estrechamente relacionado con el género Leucogyrophana. Hygrophoropsis y Leucogyrophana son hermanas de Coniophora, cerca de la base del cladograma que representa a los Boletales.
La presencia de varios pigmentos en la especie tipo, incluyendo ácido variegético, variegatorubina, y varios otros derivados del ácido pulvínico, sugiere una relación quimiotaxica con las Boletaceae, Coniophoraceae, y Paxillaceae-familias de Boletales con miembros que tienen compuestos similares.

## Descripción

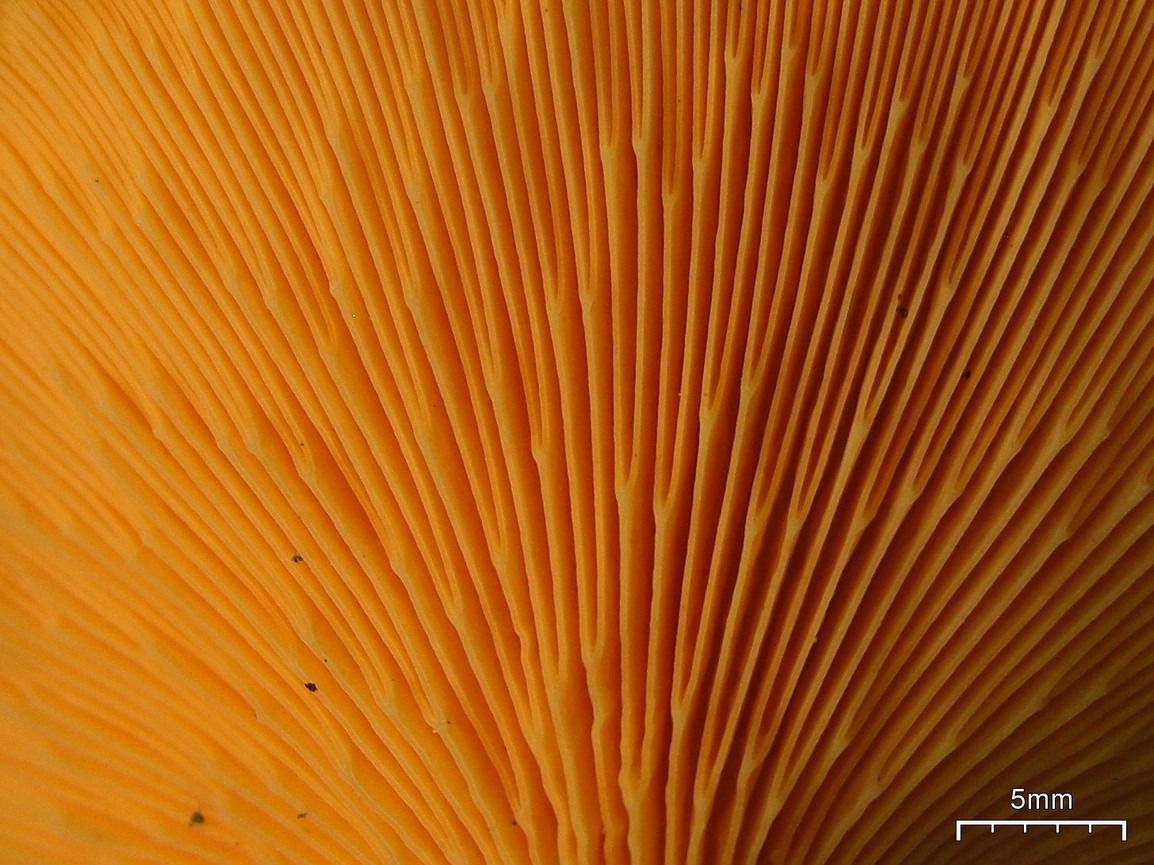
Detalle de las branquias anaranjadas y bifurcadas de H. aurantiaca

Las especies de Hygrophoropsis tienen cuerpos fructíferos con capuchones cóncavos que a menudo presentan márgenes ondulados y bordes enrollados. La textura de la superficie del sombrero varía de algo tomentosa a aterciopelada. Los colores típicos de los cuerpos fructíferos son el naranja, el amarillo parduzco (fulvus) o más pálidos, el beige y el crema. Las agallas están unidas al pie de forma decurrente. La carne es blanda y generalmente del mismo color que la superficie del cuerpo del fruto, o más clara. El sabor y el olor de la carne suelen ser anodinos o similares a los de las setas cultivadas. En cambio, H. rufa puede tener un olor característico a ozono, que recuerda al de la orquídea Oncidium ornithorhynchum o al de una fotocopiadora.
El color de la impresión de las esporas varía de blanquecino a crema. Microscópicamente, Hygrophoropsis carece de cistidios y tiene esporas que son dextrinoides, lo que significa que se tiñen de color marrón rojizo en el reactivo de Melzer. En cuanto al aspecto general, las especies de Hygrophoropsis se parecen mucho a las del género Cantharellula; sin embargo, este último género tiene esporas amiloides en lugar de dextrinoides.

## Hábitat, distribución y ecología
En conjunto, Hygrophoropsis es un género muy extendido, que se encuentra tanto en el hemisferio norte como en el hemisferio sur. Hygrophoropsis aurantiaca es la especie más ampliamente distribuida, que se encuentra en varios continentes. Las otras especies no son muy conocidas y tienen áreas de distribución más limitadas. Los cuerpos fructíferos crecen en el suelo de los bosques, sobre musgo, turba y astillas de madera. Hygrophoropsis es un género saprófito que provoca podredumbre parda en la madera que coloniza. Algunas especies pueden ser micorrizas facultativas.
Hygrophoropsis aurantiaca segrega grandes cantidades de ácido oxálico -un agente reductor y un ácido relativamente fuerte- en el suelo alrededor de su sustrato leñoso. Esta sustancia química estimula la meteorización de la capa de humus del suelo forestal, ya que la materia orgánica del suelo se descompone en moléculas más pequeñas. Esto influye en la solubilidad y la renovación de los nutrientes (especialmente el fósforo y el nitrógeno), lo que a su vez afecta a su disponibilidad para ser utilizados por los árboles forestales.

## Especies
Una estimación de 2008 en el Dictionary of the Fungi situaba cinco especies en el género. En noviembre de 2015, el Index Fungorum acepta 16 especies en Hygrophoropsis:
| Nombre       | Nombre binomial de la especie Hygrophoropsis. |
| Autoridad    | La cita del autor: la persona que describió por primera vez la especie utilizando un nombre científico disponible, eventualmente combinado con el que la colocó en Hygrophoropsis, y utilizando abreviaturas normalizadas. |
| Año          | Año en que la especie fue nombrada o transferida al género Hygrophoropsis. |
| Distribución | La distribución de la especie. |

| Imagen | Nombre            | Autoridad                   | Año  | Distribución                 |
| ------ | ----------------- | --------------------------- | ---- | ---------------------------- |
|        | H. aurantiaca     | (Wulfen) Maire              | 1921 | Generalizada                 |
|        | H. bicolor        | Hongo                       | 1963 | Japón                        |
|        | H. coacta         | McNabb                      | 1969 | Nueva Zelanda                |
|        | H. flabelliformis | (Berk. & Ravenel) Corner    | 1966 | Estados Unidos               |
|        | H. fuscosquamula  | P.D.Orton                   | 1960 | Gran Bretaña                 |
|        | H. kivuensis      | Heinem.                     | 1963 | República del Congo          |
|        | H. laevis         | Heinem. & Rammeloo          | 1985 | Malawi                       |
|        | H. macrospora     | (D.A.Reid) Kuyper           | 1996 | Gran Bretaña                 |
|        | H. mangenotii     | Locq.                       | 1954 | Costa de Marfil              |
|        | H. ochraceolutea  | Contu & Bon                 | 1991 | Sardinia                     |
|        | H. panamensis     | Singer                      | 1983 | América Central              |
|        | H. psammophila    | (Cleland) Grgur.            | 1997 | Australia                    |
|        | H. purpurascens   | (Berk. & M.A.Curtis) Dennis | 1952 | América del Sur Oceanía      |
|        | H. rufa           | (D.A.Reid) Knudsen          | 2008 | Gran Bretaña República Checa |
|        | H. rufescens      | (Quél.) Singer              | 1986 | Europa                       |
|        | H. tapinia        | Singer                      | 1946 | Costa Rica Estados Unidos    |

Hygrophorus pallidus, registrada por Charles Horton Peck en 1902, es considerada por el micólogo Thomas Kuyper como no válidamente publicada y «mejor considerada como un nomen confusum», una opinión taxonómica corroborada por Geoffrey Kibby. Considerada ahora la especie tipo para el género Aphroditeola, A. olida estaba anteriormente clasificada en Hygrophoropsis, pero carece de basidiosporas dextrinoides, y filogenéticamente está clasificada en los Agaricales. Otras especies anteriormente colocadas en Hygrophoropsis pero transferidas desde entonces a otros géneros incluyen: H. stevensonii (Berk. & Broome) Corner 1966 (ahora Gerronema stevensonii); H. albida (Fr.) Maire 1933 (ahora Gerronema albidum); H. umbonata (J.F.Gmel.) Kühner & Romagn. 1953 (ahora Cantharellula umbonata); y H. umbriceps (Cooke) McNabb 1969 (ahora Cantharellus umbriceps).